# Pala di Fano

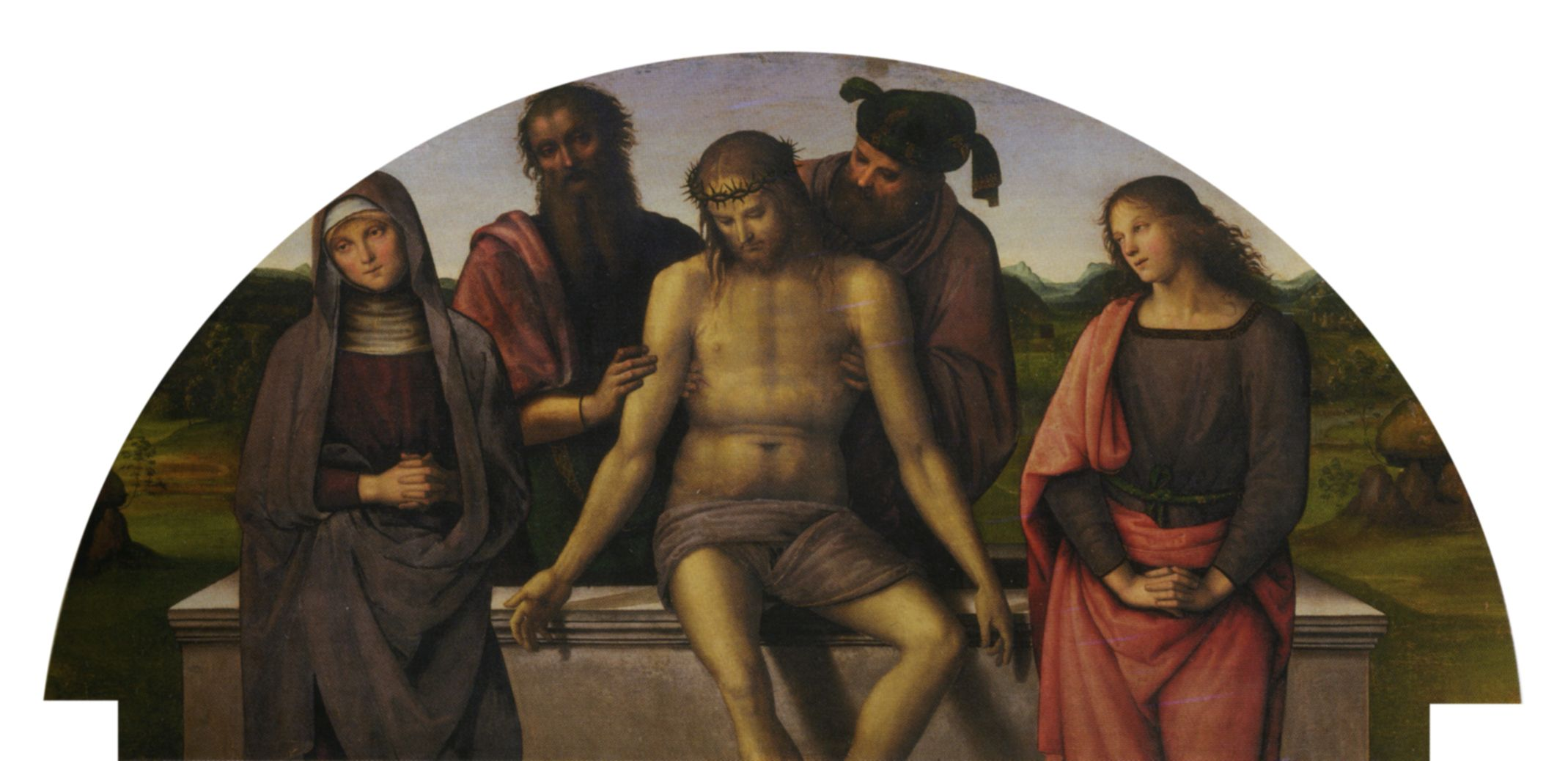
Cimasa con Pietà

La Pala di Fano è un dipinto a olio su tavola (262x215 cm il pannello principale, 150x250 la lunetta) di Pietro Perugino, datata 1497 e conservata nella chiesa di Santa Maria Nuova a Fano.

## Storia
Per la chiesa di Fano il Perugino aveva già realizzato un'Annunciazione nel 1497, pure in loco. Alcuni hanno ipotizzato che alla stesura pittorica abbia contribuito anche il giovane Raffaello.

## Descrizione e stile
In un portico aperto su un luminoso paesaggio di dolci colline che sfumano in lontananza, la Vergine si trova su un alto trono, con davanti un piedistallo su cui è poggiato il vaso mistico e dove si trova l'iscrizione con la data e la firma, che il pittore metteva sempre quando si trattava di spedire un'opera altrove, prodotta nella sua bottega di Firenze o di Perugia. Maria tiene in mano il Bambino con una posizione identica a quella della Madonna nella Pala dei Decemviri, del 1495-1496. Ai lati si trovano i santi Giovanni Battista (con la pelle di cammello e il bastone con la croce), Ludovico di Tolosa (vestito da vescovo), Francesco d'Assisi (assorto nella lettura), Pietro (con le chiavi del Paradiso), Paolo (con la barba lunga e la veste rossa) e Maria Maddalena (con l'ampolla degli unguenti e un giglio bianco da offrire alla Madonna).
Il tema del portico, così frequente nella produzione di Perugino degli ultimi due decenni del Quattrocento, è impostato su schemi già collaudati, con un'architettura solenne ma semplice, che si ritrova anche, ad esempio, nella Madonna col Bambino in trono tra i santi Giovanni Battista e Sebastiano, nel Polittico Albani-Torlonia, nell'Apparizione della Vergine a san Bernardo e nella Pietà.
Grande risalto è dato alle figure in primo piano, con una composizione triangolare culminate nel trono di Maria. Meno usuali sono il ricorso a due piani per i santi, con quelli alle estremità preminenti sul primo piano, e le proporzioni ingrandite di Maria, che a giudicare dalla posizione del trono, dovrebbe essere leggermente più piccola dei due santi principali ai lati. 
La scena è impostata secondo uno schema pacato e piacevole, ordinato dalle regole della simmetria e delle rispondenze ritmiche, come si nota nelle inclinazioni delle teste. La Madonna è tipica della produzione matura del pittore, che lasciò il posto all'elegante e raffinata giovinetta in favore di una donna più matura, semplice e severa, in linea con il clima spirituale savonaroliano.

### Cimasa e predella
La cimasa presenta una Pietà: Cristo morto è alzato sul sepolcro da Giuseppe d'Arimatea e Nicodemo, con ai lati i dolenti, cioè Maria e Giovanni apostolo. Nonostante la drammaticità della scena, le espressioni dei personaggi sono concertate a una silenziosa contemplazione, priva di connotati espressivi. Fa eccezione la figura di Cristo, che porta chiari i segni della Passione, ma è comunque composta. 
La predella presenta le scene della Natività di Maria, la Presentazione di Gesù al Tempio, lo Sposalizio della Vergine, l'Annunciazione e l'Assunzione e consegna della cintola a san Tommaso. In queste scene l'artista usò schemi ben collaudati, come quello del portico, della mandorla incastonata nel paesaggio di una vallata o vari interni impostati sempre secondo una salda spazialità prospettica.
Predella della Pala di Fano